# Barna víziagáma
A barna víziagáma vagy ausztrál vízisárkány (Physignathus lesueurii) az agámafélék Kelet-Ausztráliában honos egyik faja, amely az ország Victoria és Queensland államában él.

## Leírása
A faj jellemzői az erős végtagok és karmok, amelyekkel jól mászik, gyorsan fut. Farka hosszú és izmos. Oldalról lapított, mint a krokodiloké, és ugyanúgy úszóként használja. Úszás közben teljesen víz alá is merülhet, akár 90 percre is. A nyaki gerincrésztől háta közepe tüskés, a faroktő felé egyre kisebbek a tüskék.
Teljes testhossza nemi kétalakúságot mutat. A nőstény 0,6 méter körüli, ennek kétharmad részét a farok teszi ki. A hímek egy méteres testhosszt és az egy kilogrammos tömeget is elérik.
Félénk természetű, de az emberi környezethez jól alkalmazkodik.

## Változatai
A Physignathus nem egyetlen faja Ausztráliában. A faj két elkülönülő populációra oszlik, a különbségek olyan jelentősek, hogy két alfajt határoztak meg ezek alapján. A P. l. lesueurii a keleti változat, a P. l. howitti a gippslandi. A keleti populáció halványabb színű, torka sárga és vörös, szeme mögött sötét sáv kezdődik, amely a halántékon keresztül a nyakig tart. A gippslandi változatnál nincs szem mögötti csík, viszont a sávok az oldalán figyelhetők meg, míg a torka sárga, narancssárga vagy kék foltos.

## Életmódja
A barna víziagáma mindig vizek közelében él, ez lehet mocsár, állóvíz, patak vagy folyó is. Télen téli álmot alszik. Az október elején beköszöntő tavasz idején a nőstények 0,10-0,15 méter mély gödröt ásnak, amelybe 6–18 darab tojást raknak. A fészek a teknősökéhez hasonlóan puha, homokos talajban készül. Éppígy a teknősökhöz hasonló, hogy a kikelő ivadékok nemi jellege hőmérsékletfüggő, melegebb időben több a hím.

## Fordítás
- Ez a szócikk részben vagy egészben  az   Australian water dragon című angol Wikipédia-szócikk fordításán alapul.  Az eredeti cikk szerkesztőit annak laptörténete sorolja fel. Ez a jelzés csupán a megfogalmazás eredetét és a szerzői jogokat jelzi, nem szolgál a cikkben szereplő információk forrásmegjelöléseként.

## Külső hivatkozások
- Australian National Botanic Gardens Research
- Maruyama, K., Langkilde, T.: 'Physignathus lesueurii', 1999 [2008. július 27-i dátummal az eredetiből archiválva]. (Hozzáférés: 2010. október 30.)
- James Cook University - Discover Nature: 'Physignathus lesueurii'. [2010. január 3-i dátummal az eredetiből archiválva]. (Hozzáférés: 2010. október 30.)
- Reptiles of Lamington National Park: 'Physignathus lesueurii'. [2004. március 22-i dátummal az eredetiből archiválva]. (Hozzáférés: 2010. október 30.)
- ozanimals.com: 'Physignathus lesueurii howittii'